# Haarlemmerdijk 128
Haarlemmerdijk 128 te Amsterdam is een gebouw aan de Haarlemmerdijk in Amsterdam-Centrum.
Aan de Haarlemmerdijk staan allerlei gebouwen uit alle tijden en in allerlei bouwstijlen. Max Put constateerde voor zijn boek Art nouveau in Amsterdam (2022) dat er relatief veel gebouwen in die stijl zijn te vinden. Aan die voorwaarde voldoet ook Haarlemmerdijk 128 uit 1913, toen het hoogtepunt van die stijlperiode (1895-1910) al weer achter de rug was. Een deel van de kenmerkende versierselen ontbreekt dan ook, aan dit gebouw zijn bijvoorbeeld geen tegeltableaus te vinden. Wel te vinden zijn uitbundig houtsnijwerk op de winkeletage met toegangspartij, vooral de snijramen zijn met hun gebogen lijnen kenmerkend. Op de begane grond zijn dan nog twee sculpturen te zien in de penanten. Verder naar de eerste etage zijn er twee versierde natuurstenen sluitstenen, is er een ijzeren steunbalk met daarboven een lijst van groen geglazuurde stenen. Het verdere gebouw is opgetrokken uit geelbruine baksteen met hier en daar natuursteen met name in de boven- en onderlijsten (dorpels) van ramen. De genoemde stijl is dan weer te vinden in de asymmetrische plaatsing van raampartijen en balkons. De balustraden van de balkons hebben motieven terug te voeren op de zweepslag binnen de art nouveau. Sluitstuk van het geheel is het asymmetrische dak. Voor de kap bevinden zich links een daklijst met dakkapel en rechts een torentje met hijsbalk.    
Dat dak zorgt er mede voor dat het gebouw opvalt. Het gebouw steekt namelijk minstens 1,5 etage boven de omliggende gebouwen uit. Het is inclusief torentje en zolder vijf verdiepingen hoog. Het gebouw werd tot gemeentelijk monument verklaard. Aan de architect heeft dat niet gelegen; deze W.R. Dammers (Willem Richard Dammers) was van huis uit timmerman, aannemer en bouwkundige ineen, een samensmelting van functies die destijds gewoon was. Het gebouw betreft een (vermoedelijke) verbouwing van een bestaand pand, dat leek op het gebouw Haarlemmerdijk 130 (winkel, twee woonetage, puntdak). Er moest voordat begonnen kon worden een nieuwe paalfundering geslagen worden. Het bouwjaar is terug te lezen in de gevel (Anno 1913); de tekeningen dateren echter al uit 1911, maar de vergunning werd pas eind 1912 verstrekt. De verbouw begon op 25 november 1912; in september 1913 was het werk klaar. Ten tijde van oplevering konden er vier gezinnen wonen, aldus de keurend ambtenaar.